# Erhard Albrecht
Erhard Siegfried Albrecht (Kirchscheidungen, 8 ottobre 1925 – Greifswald, 3 aprile 2009) è stato un filosofo tedesco che ha insegnato a Greifswald.

## Vita
Dopo aver frequentato un istituto tecnico venne arruolato dalla Wehrmacht nel 1943. A causa di una ferita di guerra lasciò il fronte e tra il 1944 e il 1949 studiò filosofia all´università di Rostock.
Dopo la guerra si iscrisse al partito comunista tedesco (fino al 1946 KPD e poi SED), frequentandone anche la scuola di formazione fino al 1950.
Nel 1952 divenne professore di dialettica materialistica e materialismo storico all´università di Greifswald, insegnando tuttavia anche a Jena e Rostock.
Divenne professore emerito nel 1990.